# Humularia flabelliformis
Humularia flabelliformis är en ärtväxtart som beskrevs av Paul Auguste Duvigneaud. Humularia flabelliformis ingår i släktet Humularia och familjen ärtväxter. Inga underarter finns listade i Catalogue of Life.